# Идигов, Асламбек Ильясович
Асламбек Ильясович Идигов (род. 9 ноября 1995, Грозный) — российский боксёр-профессионал чеченского происхождения, выступающий во второй средней и в полутяжёлой весовых категориях.
Среди профессионалов действующий чемпион Европы по версиям WBO (2019—н.в.) и IBF (2019—н.в.), и бывший молодёжный чемпион мира по версии IBO (2016—2018) во 2-м среднем весе.
На апрель 2021 года, лучшая позиция по рейтингу BoxRec — 15-я и являлся 3-м среди российских боксёров суперсредней весовой категории, а по рейтингам основных международных боксёрских организаций занял 6-ю строчку рейтинга WBO и 13-ю строку рейтинга IBF — входя в ТОП-15 лучших суперсредневесов всей планеты.

## Биография
Родился 9 ноября 1995 года в городе Грозный, в Чечне, в России.

## Профессиональная карьера
Свой дебютный бой на профессиональном ринге, в котором он выиграл нокаутом у Максима Богданова, провёл в Киеве 2 июля 2013 года. 14 ноября 2015 года в Броварах (Украина) Идигов одержал верх над Давитом Рибакони. 22 июня 2018 года в Детройте (США) единогласным решением судей победил американского боксёра Джеймса Балларда.
18 апреля 2019 года в городе Грозный состоялся вечер профессионального бокса, где Асламбек Идигов завоевал вакантный пояс Европейского чемпиона по версиям WBO и IBF в бою с Ронни Ландаетой решением судей.
19 сентября 2019 года состоялся поединок между Асламбеком Идиговым и Робертом Рачем, где в упорном бою Идигов сумел защитить свои титулы Европейского чемпиона IBF и WBO решением судей.
26 августа 2022 года в Белграде (Сербия) раздельным решением судей (счёт: 91-98, 95-94 — дважды) победил опытного аргентинца Абрахама Габриэля Буонарриго (11-2). При этом в ринге первоначально победителем объявили аргентинца, но произошла ошибка во время подсчёта судейских карт, супервайзер проверил карты и после пересчёта выявил ошибку. Команды боксёров были проинформированы и в итоге победу записали Асламбеку Идигову.

## Статистика профессиональных боёв
В таблице перечислены результаты всех поединков боксёров.
В каждой строке указан результат поединка. Дополнительно номер поединка обозначен цветом, который обозначает итог поединка. Расшифровка обозначений и цветов представлена в нижеследующей таблице.
| Пример | Расшифровка                     |
| ------ | ------------------------------- |
|        | Победа                          |
|        | Ничья                           |
|        | Поражение                       |
|        | Планируемый поединок            |
|        | Поединок признан несостоявшимся |
| КО     | Нокаут                          |
| ТКО    | Технический нокаут              |
| PTS    | Решение судей (по очкам)        |
| UD     | Единогласное решение судей      |
| MD     | Решение большинства судей       |
| SD     | Раздельное решение судей        |
| RTD    | Отказ от продолжения боя        |
| DQ     | Дисквалификация                 |
| NC     | Поединок признан несостоявшимся |

| 22 поединка, 22 победы (7 нокаутом). | 22 поединка, 22 победы (7 нокаутом). | 22 поединка, 22 победы (7 нокаутом). | 22 поединка, 22 победы (7 нокаутом). | 22 поединка, 22 победы (7 нокаутом).                         | 22 поединка, 22 победы (7 нокаутом). | 22 поединка, 22 победы (7 нокаутом). |
| Бой                                  | Рекорд                               | Дата боя                             | Соперник                             | Место проведения боя                                         | Раундов, время                       | Примечание |
| ------------------------------------ | ------------------------------------ | ------------------------------------ | ------------------------------------ | ------------------------------------------------------------ | ------------------------------------ | --- |
| 22                                   | 22-0                                 | 26 августа 2022                      | Абрахам Габриэль Буонарриго (11-2)   | Belgrade Waterfront Plato Arena, Калемегдан, Белград, Сербия | SD 10 (10)                           | Счёт: 91-98 и 95-94 (дважды). |
| 21                                   | 21-0                                 | 3 ноября 2021                        | Сергей Горохов (11-3-2)              | Грозный, Чечня, Россия                                       | UD 10 (10)                           | Счёт: 97-93 и 96-94 (дважды). Защитил титул чемпиона Европы по версии WBO (4-я защита Идигова) во 2-м среднем весе.                      |
| 20                                   | 20-0                                 | 8 апреля 2021                        | Шерзод Хусанов (22-1-1)              | Грозный, Чечня, Россия                                       | UD 10 (10)                           | Счёт: 100-90 (трижды). Защитил титул чемпиона Европы по версиям WBO (3-я защита Идигова) и IBF (2-я защита Идигова) во 2-м среднем весе. |
| 19                                   | 19-0                                 | 3 сентября 2020                      | Станислав Каштанов (36-5)            | Грозный, Россия                                              | UD 10 (10)                           | Счёт: 97-93, 98-92 (дважды). Защитил титул чемпиона Европы по версии WBO (2-я защита Идигова) во 2-м среднем весе.                       |
| 18                                   | 18-0                                 | 21 февраля 2020                      | Райан Форд (17-5)                    | ДС «Динамо», Москва, Россия                                  | MD 10 (10)                           | Счёт: 95-95, 96-94 (дважды). |
| 17                                   | 17-0                                 | 19 сентября 2019                     | Роберт Рач (21-1)                    | Дворец волейбола им. Увайса Ахтаева, Грозный, Россия         | UD 10 (10)                           | Счёт: 98-92, 98-94, 97-93. Защитил титулы чемпиона Европы по версиям WBO и IBF (1-я защита Идигова) во 2-м среднем весе.                 |
| 16                                   | 16-0                                 | 18 апреля 2019                       | Ронни Ландает (16-1)                 | СК Колизей, Грозный, Россия                                  | MD 12 (12)                           | Счёт: 114-114, 118-110, 115-113. Завоевал вакантные титулы чемпиона Европы по версиям WBO и IBF во 2-м среднем весе.                     |
| 15                                   | 15-0                                 | 18 декабря 2018                      | Константин Питернов (21-18)          | КРК Пирамида, Казань, Россия                                 | RTD 4 (10), 3:00                     | Счёт на момент остановки: 39-37, 40-36 (дважды). Бой в полутяжёлом весе.                                                                 |
| 14                                   | 14-0                                 | 5 сентября 2018                      | Даниэль Ваньони (27-12-2)            | Амфитеатр, Грозный, Россия                                   | TKO 2 (10), 2:32                     | Завоевал вакантный титул чемпиона по версии WBO Asia Pacific во 2-м среднем весе.                                                        |
| 13                                   | 13-0                                 | 22 июня 2018                         | Джеймс Баллард (10-1)                | Масонский храм, Детройт, Мичиган, США                        | UD 10 (10)                           | Счёт судей: 97-93, 100-90 (дважды). |
| 12                                   | 12-0                                 | 11 мая 2018                          | Эмануэль Санчес (7-8-1)              | Performance Arts Center, Дирборн, Мичиган, США               | TKO 4 (6), 1:12                      | |
| 11                                   | 11-0                                 | 10 декабря 2016                      | Игорь Селиванов (10-1)               | УСК «Крылья Советов», Москва, Россия                         | UD 10 (10)                           | Счёт судей: 100-90, 99-92 (дважды). Завоевал вакантный титул чемпиона мира среди молодёжи по версии IBO Youth во 2-м среднем весе.       |
| 10                                   | 10-0                                 | 9 сентября 2016                      | Карен Аветисян (9-14-2)              | УСК «Крылья Советов», Москва, Россия                         | SD 6 (6)                             | Счёт судей: 59-55, 58-57, 58-59. |
| 9                                    | 9-0                                  | 14 ноября 2015                       | Давит Рибакони (3-8-5)               | ТРЦ «Терминал», Бровары, Украина                             | UD 6 (6)                             | Счёт судей: 60-54 (трижды). |
| 8                                    | 8-0                                  | 7 марта 2015                         | Артур Щелев (0-1)                    | Spartak Gym, Киев, Украина                                   | UD 6 (6)                             | Счёт судей: 60-54 (трижды). |
| 7                                    | 7-0                                  | 15 ноября 2014                       | Богдан Процишин (7-9)                | Spartak Gym, Киев, Украина                                   | TKO 2 (6), 2:46                      | |
| 6                                    | 6-0                                  | 19 апреля 2014                       | Алексей Штеплюк (0-6-1)              | Spartak Gym, Киев, Украина                                   | TKO 3 (6), 0:46                      | |
| 5                                    | 5-0                                  | 1 марта 2014                         | Гига Надирадзе (9-4-1)               | Spartak Gym, Киев, Украина                                   | RTD 3 (6), 3:00                      | |
| 4                                    | 4-0                                  | 16 декабря 2013                      | Михаил Лидовский (0-9)               | Spartak Gym, Киев, Украина                                   | UD 4 (4)                             | Счёт судей: 40-36 (трижды). |
| 3                                    | 3-0                                  | 9 ноября 2013                        | Андрей Даничкин (0-8-1)              | Дворец спорта, Киев, Украина                                 | UD 4 (4)                             | Счёт судей: 39-37, 40-36 (дважды). |
| 2                                    | 2-0                                  | 14 сентября 2013                     | Максим Богданов (дебют)              | Spartak Gym, Киев, Украина                                   | KO 2 (4), 1:21                       | |
| 1                                    | 1-0                                  | 2 июля 2013                          | Сергей Ус (0-1)                      | Spartak Gym, Киев, Украина                                   | UD 4 (4)                             | Счёт судей: 39-37, 40-36 (дважды). Профессиональный дебют.                                                                               |